# Kasimir
Kasimir är ett namn av polskt ursprung. 
Karchimirer är en variant på Kasimir som endast bärs av en person i Sverige, tidigare finansministern Bosse Ringholm.
I den finlandssvenska namnsdagslängden har Kasimir namnsdag 1 juli sedan 1950.

## Personer med namnet Kasimir
- Kasimir (helgon)

- Johan Kasimir
  - Johan Kasimir av Pfalz-Simmern
  - Johan Kasimir av Pfalz-Zweibrücken
- Johan II Kasimir
- Kasimir I av Polen
- Kasimir II av Polen
- Kasimir III av Polen
- Kasimir IV av Polen
- Albert Kasimir av Sachsen-Teschen
- Kasimir Fajans, polsk-tysk-amerikansk kemist
- Fredrik Kasimir Kettler
- Kasimir Edschmid
- Jakob Kasimir De la Gardie
- Kasimir Felix Badeni
- Kasimir Leino
- Johann Kasimir Kolbe von Wartenberg
- Fabian Casimir Wrede